# Szenegál az 1992. évi nyári olimpiai játékokon
Szenegál a spanyolországi Barcelonában megrendezett 1992. évi nyári olimpiai játékok egyik részt vevő nemzete volt. Az országot az olimpián 4 sportágban 20 sportoló képviselte, akik érmet nem szereztek.

## Atlétika
Férfi
| Versenyző                                               | Versenyszám     | Előfutam | Előfutam | Előfutam | Negyeddöntő | Negyeddöntő | Negyeddöntő | Elődöntő | Elődöntő | Elődöntő | Döntő   | Döntő    |
| Versenyző                                               | Versenyszám     | Idő      | Hely.    | Össz.    | Idő         | Hely.       | Össz.       | Idő      | Hely.    | Össz.    | Idő     | Helyezés |
| ------------------------------------------------------- | --------------- | -------- | -------- | -------- | ----------- | ----------- | ----------- | -------- | -------- | -------- | ------- | -------- |
| Charles-Louis Seck                                      | 100 m           | 10,57    | 6.       | 24.*     | kiesett     | kiesett     | kiesett     | kiesett  | kiesett  | kiesett  | kiesett | kiesett  |
| Ibrahima Tamba                                          | 200 m           | 21,25    | 3.       | 33.      | 21,28       | 7.          | 32.         | kiesett  | kiesett  | kiesett  | kiesett | kiesett  |
| Babacar Niang                                           | 800 m           | 1:46,79  | 3.       | 9.       |             |             |             | 1:46,95  | 3.       | 15.      | kiesett | kiesett  |
| Amadou Dia Bâ                                           | 400 m gát       | 49,47    | 3.       | 18.      |             |             |             | kiesett  | kiesett  | kiesett  | kiesett | kiesett  |
| Charles-Louis Seck Amadou M'Baye Seynou Loum Oumar Loum | 4 × 100 m váltó | 40,13    | 4.       | 17.      |             |             |             | kiesett  | kiesett  | kiesett  | kiesett | kiesett  |

Női
| Versenyző        | Versenyszám | Előfutam | Előfutam | Előfutam | Negyeddöntő | Negyeddöntő | Negyeddöntő | Elődöntő | Elődöntő | Elődöntő | Döntő   | Döntő    |
| Versenyző        | Versenyszám | Idő      | Hely.    | Össz.    | Idő         | Hely.       | Össz.       | Idő      | Hely.    | Össz.    | Idő     | Helyezés |
| ---------------- | ----------- | -------- | -------- | -------- | ----------- | ----------- | ----------- | -------- | -------- | -------- | ------- | -------- |
| N'Dèye Dia       | 100 m       | 11,83    | 6.       | 37.      | kiesett     | kiesett     | kiesett     | kiesett  | kiesett  | kiesett  | kiesett | kiesett  |
| Aïssatou Tandian | 400 m       | 52,29    | 5.       | 7.       | 52,39       | 6.          | 21.         | kiesett  | kiesett  | kiesett  | kiesett | kiesett  |

* - két másik versenyzővel azonos időt ért el

## Birkózás
Kötöttfogású
| Versenyző     | Versenyszám | Csoportkör                                                                                | Csoportkör | Helyosztók        | Helyosztók        | Helyosztók        | Bronz- mérkőzés   | Döntő             | Helyezés    |
| Versenyző     | Versenyszám | Csoportkör                                                                                | Csoportkör | 9. helyért        | 7. helyért        | 5. helyért        | Bronz- mérkőzés   | Döntő             | Helyezés    |
| Versenyző     | Versenyszám | Ellenfél Eredmény                                                                         | Hely.      | Ellenfél Eredmény | Ellenfél Eredmény | Ellenfél Eredmény | Ellenfél Eredmény | Ellenfél Eredmény | Helyezés    |
| ------------- | ----------- | ----------------------------------------------------------------------------------------- | ---------- | ----------------- | ----------------- | ----------------- | ----------------- | ----------------- | ----------- |
| Alioune Diouf | 100 kg      | B csoport · Atanasz Komsev (BUL) · 0-2 (kétvállas) · Héctor Milián (CUB) · DQ             | 8.         | kiesett           | kiesett           | kiesett           | kiesett           | kiesett           | helyezetlen |
| Bounama Touré | 130 kg      | A csoport · Cándido Mesa (CUB) · 0-3 (kétvállas) · Andrew Borodow (CAN) · 0-5 (kétvállas) | 8.         | kiesett           | kiesett           | kiesett           | kiesett           | kiesett           | helyezetlen |

Szabadfogású
| Versenyző     | Versenyszám | Csoportkör                                                                              | Csoportkör | Helyosztók        | Helyosztók        | Helyosztók        | Bronz- mérkőzés   | Döntő             | Helyezés    |
| Versenyző     | Versenyszám | Csoportkör                                                                              | Csoportkör | 9. helyért        | 7. helyért        | 5. helyért        | Bronz- mérkőzés   | Döntő             | Helyezés    |
| Versenyző     | Versenyszám | Ellenfél Eredmény                                                                       | Hely.      | Ellenfél Eredmény | Ellenfél Eredmény | Ellenfél Eredmény | Ellenfél Eredmény | Ellenfél Eredmény | Helyezés    |
| ------------- | ----------- | --------------------------------------------------------------------------------------- | ---------- | ----------------- | ----------------- | ----------------- | ----------------- | ----------------- | ----------- |
| Alioune Diouf | 100 kg      | B csoport · Kiss Sándor (HUN) · 3-7 · Andrzej Radomski (POL) · 3-6 (kétvállas)          | 8.         | kiesett           | kiesett           | kiesett           | kiesett           | kiesett           | helyezetlen |
| Mor Wade      | 130 kg      | A csoport · Jeffrey Thue (CAN) · 0-4 (kétvállas) · Mahmut Demir (TUR) · 0-3 (kétvállas) | 8.         | kiesett           | kiesett           | kiesett           | kiesett           | kiesett           | helyezetlen |

DQ - kizárták

## Cselgáncs
Férfi
| Versenyző    | Versenyszám  | Selejtező                          | 32-es főtábla                        | Nyolcaddöntő      | Negyeddöntő       | Elődöntő          | Vigaszág első kör                | Vigaszág nyolcaddöntő           | Vigaszág negyeddöntő | Vigaszág elődöntő | Bronz- mérkőzés   | Döntő             | Helyezés |
| Versenyző    | Versenyszám  | Ellenfél Eredmény                  | Ellenfél Eredmény                    | Ellenfél Eredmény | Ellenfél Eredmény | Ellenfél Eredmény | Ellenfél Eredmény                | Ellenfél Eredmény               | Ellenfél Eredmény    | Ellenfél Eredmény | Ellenfél Eredmény | Ellenfél Eredmény | Helyezés |
| ------------ | ------------ | ---------------------------------- | ------------------------------------ | ----------------- | ----------------- | ----------------- | -------------------------------- | ------------------------------- | -------------------- | ----------------- | ----------------- | ----------------- | -------- |
| Pierre Sène  | Harmatsúly   | erőnyerő                           | Jorge Steffano (URU) · 0000-0010     | kiesett           | kiesett           | kiesett           |                                  |                                 |                      |                   |                   |                   | 24.      |
| Malick Seck  | Könnyűsúly   | Jeong Hun (KOR) · 0000-1000        |                                      |                   |                   |                   | Stephen Corkin (NZL) · 0001-0000 | Massimo Sulli (ITA) · 0000-1000 | kiesett              | kiesett           | kiesett           |                   | 13.      |
| Amadou Guèye | Váltósúly    | Abdul Kader Dabo (MLI) · 0000-0001 | kiesett                              | kiesett           | kiesett           | kiesett           |                                  |                                 |                      |                   |                   |                   | 34.      |
| Aly Attyé    | Középsúly    | erőnyerő                           | Sandro López (ARG) · 0000-0010       | kiesett           | kiesett           | kiesett           |                                  |                                 |                      |                   |                   |                   | 21.      |
| Moussa Sall  | Félnehézsúly | erőnyerő                           | Jorge Aguirre (ARG) · 0000-1100      | kiesett           | kiesett           | kiesett           |                                  |                                 |                      |                   |                   |                   | 21.      |
| Khalif Diouf | Nehézsúly    |                                    | David Hahalejsvili (EUN) · 0000-1000 |                   |                   |                   |                                  | Frank Moreno (CUB) · 0000-1000  | kiesett              | kiesett           | kiesett           |                   | 13.      |

## Úszás
Férfi
| Versenyző       | Versenyszám  | Előfutam         | Előfutam         | Előfutam         | Döntő   | Döntő   | Döntő   | Helyezés |
| Versenyző       | Versenyszám  | Idő              | Hely.            | Össz.            | Típus   | Idő     | Hely.   | Helyezés |
| --------------- | ------------ | ---------------- | ---------------- | ---------------- | ------- | ------- | ------- | -------- |
| Bruno N'Diaye   | 50 m gyors   | 25,35            | 3.               | 57.              | kiesett | kiesett | kiesett | kiesett  |
| Bruno N'Diaye   | 200 m vegyes | nem állt rajthoz | nem állt rajthoz | nem állt rajthoz | kiesett | kiesett | kiesett | kiesett  |
| Bruno N'Diaye   | 100 m gyors  | 56,39            | 3.               | 68.              | kiesett | kiesett | kiesett | kiesett  |
| Mouhamedou Diop | 100 m gyors  | 55,82            | 2.               | 64.              | kiesett | kiesett | kiesett | kiesett  |
| Mouhamedou Diop | 200 m vegyes | 2:23,92          | 4.               | 50.              | kiesett | kiesett | kiesett | kiesett  |
| Mouhamedou Diop | 50 m gyors   | 24,69            | 2.               | 49.              | kiesett | kiesett | kiesett | kiesett  |
| Mouhamedou Diop | 100 m mell   | nem állt rajthoz | nem állt rajthoz | nem állt rajthoz | kiesett | kiesett | kiesett | kiesett  |